# Alajärvi (Gällivare socken, Lappland, 749615-172507)
Alajärvi är en sjö i Gällivare kommun i Lappland och ingår i Kalixälvens huvudavrinningsområde.